# Pfarrkirche Dornauberg

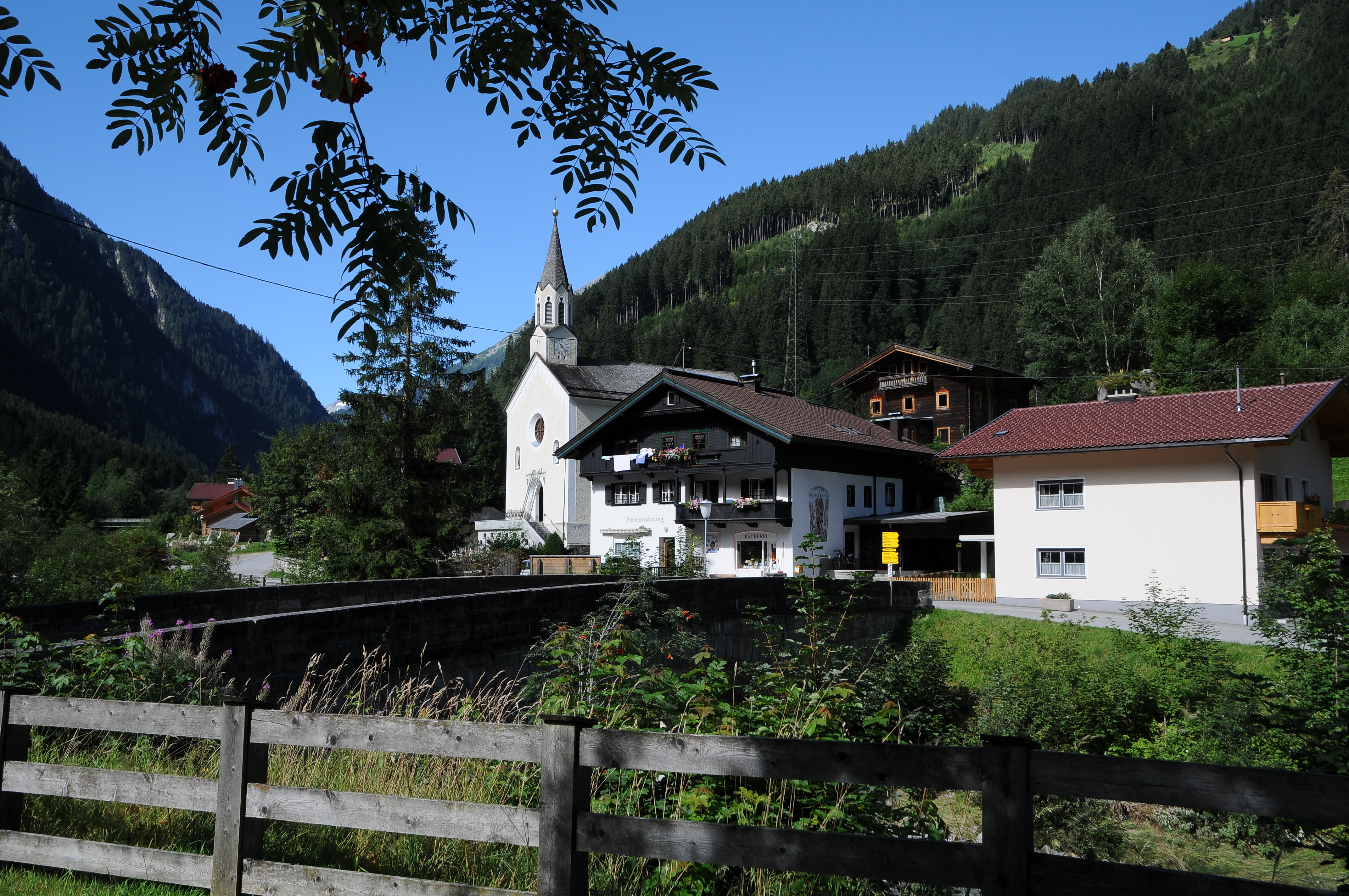
Katholische Pfarrkirche Mariä Himmelfahrt in Dornauberg

Die Pfarrkirche Dornauberg steht in Dornauberg-Ginzling in der Gemeinde Finkenberg im Bezirk Schwaz in Tirol. Die dem Patrozinium Mariä Himmelfahrt unterstellte römisch-katholische Pfarrkirche gehört zum Dekanat Fügen-Jenbach in der Diözese Innsbruck. Die Kirche und der Friedhof stehen unter Denkmalschutz (Listeneintrag).

## Geschichte
Urkundlich 1833 genannt wurde 1854 die heutige Kirche erbaut.

## Architektur und Ausstattung
Der neuromanische Kirchenbau mit einem Dachreiter ist von einem Friedhof umgeben.
Der Bau ist eine zweischiffige Hallenkirche und hat einen eingezogenen einjochigen Chor unter einer Flachdecke auf flachen Pilastern. Die Fresken schuf Josef Haun 1912. Dargestellt sind Mariä Verkündigung, die Geburt Christi und Maria von den Ortsbewohnern verehrt. Die neubarocken Glasfenster stiftete Josef von Auersperg. Der Hochaltar aus dem 19. Jahrhundert zeigt  Mariä Himmelfahrt und die Krönung Mariens von Liberat Hundertpfund, die Altarbilder der beiden Nebenaltäre stellen links den Hl. Alfons  und rechts die hl. Philomena dar. 
Eine Kreuzigungsgruppe wurde Franz Serafikus Nißl zugeschrieben.